# Hans-Holger Albrecht
Hans-Holger Albrecht, född 29 juli 1963, är en belgiskfödd tysk företagsledare som sedan februari 2015 är vd för det franska musikstreamingföretaget Deezer.

## Uppväxt
Albrecht föddes i belgiska huvudstaden Bryssel. Hans föräldrar är Ernst Albrecht och Heidi Adele och fadern var högt uppsatt tjänsteman åt Europeiska kommissionen. År 1971 flyttade familjen till Tyskland där fadern var ministerpresident i Niedersachsen mellan 1976 och 1990. Albrecht växte upp i Burgdorf och studerade senare vid Freiburgs universitet i Tyskland, vid Yale University i USA samt vid Bochums universitet, i Tyskland, där han avlade en juris kandidatexamen (LLM).

## Karriär
Albrecht arbetade för Daimler-Benz 1990 och för Luxemburg-baserade mediekoncernen CLT-UFA mellan 1991 och 1996. Vid CLT var han ansvarig för all verksamhet och utvecklingen inom tv-området i Tyskland och Östeuropa. Har arbetade med nya projekt för RTL 2 i Tyskland, RTL 7 i Polen och Holland, RTL 1 i Ungern och Channel 5 i Storbritannien. Han var också ansvarig för lanseringen av SuperRTL i Tyskland och för utvecklingen av CLT:s digital-tv-projekt, Club RTL.
År 1997 startade Albrecht sin karriär inom Modern Times Group MTG AB, som VD för betal-tv-verksamheten inom Viasat Broadcasting. År 1999 utsågs han till affärsområdeschef, vilket innebar att han även fick ansvar för fri-tv-verksamheten. I april 2000 blev han befordrad till koncernens COO, där han var bara på posten i fyra månader tills han blev utnämnd som ny koncernchef och vd för MTG AB. Under Albrechts år som vd har MTG:s försäljning mer än fördubblats från 5,4 miljarder kronor under 2000 till 13,5 miljarder kronor 2011.
MTG äger även 38,1 % av Rysslands största oberoende TV-bolag CTC Media Inc., där Albrecht hade en delad styrelseordförandepost. Albrecht var även styrelseordförande i e-handelsbolaget CDON Group AB och är styrelseledamot i Millicom International Cellular S.A. samt i New York–baserade International Emmy Association och MTG United For Peace.
Den 31 oktober 2012 blev han president och vd för mobiloperatören Millicom International Cellular S.A.
I februari 2015 blev han VD för musiktjänstföretaget Deezer.

### Medieuppmärksamhet
Hans-Holger Albrecht tvingades avgå från Metros styrelse efter ett rasistiskt inlägg i invigningstalet till en festmiddag i augusti år 2003.

## Privatliv
Hans-Holger Albrecht är gift och har sju barn. Hans syster är Ursula von der Leyen.